# Metropolia Pafos
Metropolia Pafos – jedna z eparchii Cypryjskiego Kościoła Prawosławnego, z siedzibą w Pafos.

## Historia

### Starożytność
Początki chrześcijaństwa w regionie Pafos sięgają, podobnie jak w przypadku całego Cypru, okresu działalności apostołów. Według tradycji ewangelizację ludności prowadzili tu św. Barnaba i św. Paweł z Tarsu. Na temat działalności Kościoła w Pafos w trzech pierwszych wiekach brakuje jednak pisemnych źródeł. Jest jednak możliwe, że do trzęsień ziemi w 332 i 342 to biskup Pafos był zwierzchnikiem chrześcijańskich struktur na całej wyspie. W IV w. w Pafos wzniesiono bazylikę św. Cyriaka oraz bazylikę Matki Bożej Opiekunki Portu. W 325 biskup Pafos Cyryl (lub Cyriak) uczestniczył w soborze nicejskim, w 381 biskup Juliusz uczestniczył w soborze konstantynopolitańskim I, zaś w 431 biskup Saprikiusz brał udział w soborze efeskim. Po zajęciu Pafos przez Arabów w 653 obydwie starożytne bazyliki w mieście zostały zniszczone. Odbudowa tych i innych świątyń chrześcijańskich nastąpiła po wycofaniu się najeźdźców w 680.

### Okres frankokracji i rządów tureckich
Po objęciu władzy na Cyprze przez francuską dynastię Lusignanów nowi władcy podjęli starania na rzecz szerzenia na wyspie katolicyzmu. Ponadto w 1260 papież Aleksander IV ogłosił likwidację prawosławnego arcybiskupstwa Cypru i powołanie na wyspie hierarchii łacińskiej. Prawosławny hierarcha Pafos musiał przenieść swoją siedzibę do Arsinoe, gdzie eparchię tego wyznania zlikwidowano.
Metropolia Pafos została reaktywowana w II połowie XVII w. razem z metropoliami Kition i Kirenii. Podobnie jak inni hierarchowie Cypryjskiego Kościoła Prawosławnego, jej zwierzchnicy aktywnie brali udział w obronie praw Greków cypryjskich. Metropolita Leoncjusz razem z arcybiskupem Chrystodulosem I prowadził tajną korespondencję z królem hiszpańskim Filipem III i księciem Sabaudii Karolem Emanuelem II w sprawie wyzwolenia Cypru. Metropolita Panaret (zm. 1790) został za swoją osobistą postawę i zaangażowanie w sprawy społeczne ogłoszony świętym przez patriarchę Konstantynopola Gerazyma. 
W 1821 metropolita Pafos Chryzant został stracony razem z grupą innych duchownych (w tym arcybiskupem Cypru Cyprianem) z powodu poparcia Kościoła dla powstania w Grecji.
W ostatnich dekadach XIX wieku oraz na początku XX stulecia metropolici Laurenty, Epifaniusz i Jakub przyczynili się do założenia i wzmocnienia greckich szkół w Nikozji i w swojej eparchii.

### Pod władzą brytyjską i w niepodległej Republice Cypru
Po włączeniu Cypru w skład kolonii brytyjskich Kościół Cypru, w tym hierarchia eparchii Pafos, na nowo podjął walkę o niepodległość wyspy. Metropolita Pafos Leoncjusz od 1933 do 1947 był locum tenens Kościoła, po wygnaniu zaangażowanych w ruch narodowy metropolitów Kirenii Makarego i Kition Nikodema. Leoncjusz domagał się przyłączenia Cypru do Grecji (enosis). W 1947 został wybrany na arcybiskupa Cypru, lecz zmarł 36 dni po wyborze. W latach 50. XX wieku metropolia przeżywała znaczne trudności materialne wywołane trzęsieniami ziemi w regionie.
W 1959 urząd metropolity Pafos objął Gennadiusz, który w 1972 wypowiedział posłuszeństwo arcybiskupowi Cypru i prezydentowi niepodległego Cypru Makariosowi III, zarzucając mu bezprawne łączenie funkcji kościelnej i państwowej. Z tego powodu został usunięty z urzędu i zastąpiony przez metropolitę Chryzostoma. Znaczny rozwój metropolii miał miejsce w okresie zarządzania nią przez metropolitę Chryzostoma (Demetriou) w latach 1978–2006. W tym okresie zostało reaktywowane podległe metropolii historyczne biskupstwo Arsinoe, odbudowano szereg zniszczonych świątyń. Od 2006 do 2022 urząd metropolity sprawował Jerzy (Papachrysostomou).